# Horridocalia delislei
Horridocalia delislei är en skalbaggsart som beskrevs av S. Endrödi 1974. Horridocalia delislei ingår i släktet Horridocalia och familjen Dynastidae. Inga underarter finns listade i Catalogue of Life.